# Megachile nigrita
Megachile nigrita is een vliesvleugelig insect uit de familie Megachilidae. De wetenschappelijke naam van de soort is voor het eerst geldig gepubliceerd in 1876 door Radoszkowski.